# Adolf Schärf
Adolf Schärfⓘ (20 tháng 4 năm 1890 – 28 tháng 2 năm 1965) là chính trị gia người Áo của Đảng Xã hội Áo (SPÖ). Ông giữ chức Phó Thủ tướng từ năm 1945 đến năm 1957 và Tổng thống Áo từ năm 1957 đến khi ông mất.